# بلنکایا
بلنکایا (انگلیسی: Belenkaya) یک کوه آتشفشانی در شبه‌جزیره کامچاتکای کشور روسیه است.